# Волфганг Георг фон Кастел-Ремлинген
Волфганг Георг I фон Кастел-Ремлинген (на немски: Wolfgang Georg I von Castell-Remlingen; * 27 януари 1610 в Ремлинген; † 4 май 1668 в Ремлинген) от род Кастел е от 1631 г. до смъртта си владетел на графство Кастел и Ремлинген.

## Биография
Той е единственият син на граф Волфганг II фон Кастел-Ремлинген (1558 – 1631) и втората му съпруга графиня Юлиана фон Хоенлое-Вайкерсхайм (1571 – 1634), дъщеря на граф Волфганг фон Хоенлое-Вайкерсхайм († 1610) и Магдалена II фон Насау-Диленбург († 1633).
През 1650 г. той започва служба в двора на Вюртемберг в Щутгарт. Той става таен съветник и президент при херцог Еберхард III фон Вюртемберг.
Волфганг Георг I умира на 4 май 1668 г. в Ремлинген на 58 години и е погребан в Кастел.

## Фамилия
Волфганг Георг I се жени на 20 ноември 1636 г. в Пфеделбах за графиня София Юлиана фон Хоенлое-Валденбург-Пфеделбах (* 5 октомври 1620; † 11 януари 1682), дъщеря на граф Лудвиг Еберхард фон Хоенлое-Валденбург-Пфеделбах († 1650) и Доротея фон Ербах († 1643). Те имат децата:

- Георг Лудвиг († 1639)
- Юлиана Доротея (1640 – 1706), омъжена на 5 юли 1658 г. за граф Хайнрих Фридрих фон Хоенлое-Лангенбург (1625 – 1699)
- Волфганг Дитрих (1641 – 1709), женен I. 1668 г. за Елизабет Доротея фон Лимпург (1639 – 1691), II. на 7 март 1693 г. за графиня Доротея Рената фон Цинцендорф (1669 – 1743)
- Георг Албрехт (1642 – 1643)
- Филип Готфрид (1643 – 1643)
- София Луиза (1645 – 1717), омъжена на 25 септември 1666 г. за граф Албрехт Фридрих фон Волфщайн (1644 – 1693)
- Фридрих Магнус (1646 – 1717), женен I. на 17 ноември 1678 г. за графиня Сузана Йохана фон Йотинген-Йотинген (1643 – 1713), II. за Мария Анна Августа Фатма († 1755)
- Йохан Филип (1648 – 1648)
- Еберхард Фридрих (1652 – 1672), убит в Мюнстер